# Larário

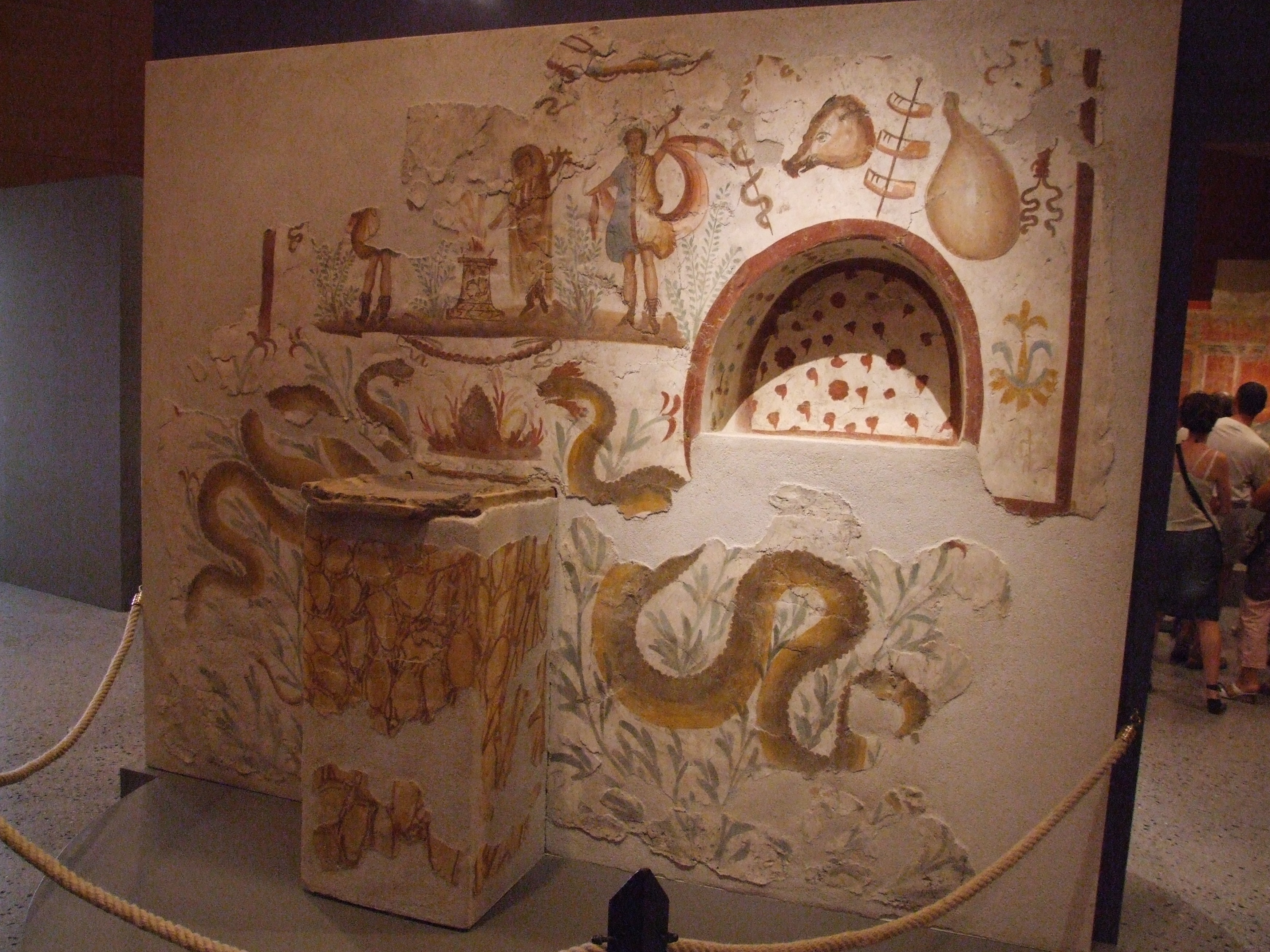
Larário encontrado na cidade de Pompeia.

Larário (em latim: Lararium), na Roma Antiga, era um local do interior das casas romanas dedicado aos lares, as divindades protetoras dos lares, nos quais havia imagens para adoração. Acredita-se que era costumeiro, imediatamente após o nascer-do-sol, a realização de orações no larário. Embora não seja conclusiva tal afirmação, sabe-se que ao menos o imperador Alexandre Severo (r. 222–235).
Alexandre Severo teve dois larários, um descrito com o epíteto Maior (Majus), no qual, além das estátuas dos lares, estavam aquelas de Cristo, Abraão, Orfeu e Alexandre, o Grande, e outro menor, dedicado a personagens ilustres como Virgílio, Cícero e Aquiles. Segundo Suetônio, algumas das imagens do larário menor era feitas em ouro.